# Croton spurcus
Croton spurcus är en törelväxtart som beskrevs av Léon Camille Marius Croizat. Croton spurcus ingår i släktet Croton och familjen törelväxter. Inga underarter finns listade i Catalogue of Life.